# エリック・ファンデラールデン
エリック・ファンデラールデン（Eric Vanderaerden、1962年2月11日 - ）は、ベルギー、リュメン出身の元自転車競技（ロードレース）選手。
1986年のツール・ド・フランスポイント賞獲得や、デ・パンネ3日間4連覇などの実績を挙げた他、クラシックレースでも活躍した名スプリンターであった。

## 経歴
1983年にプロ転向。アーナウト所属。ツール・ド・フランスのプロローグを制し、2日間マイヨジョーヌを堅持。ブエルタ・ア・エスパーニャ第2、11ステージ勝利。
1984年、ペーター・ポスト率いるパナソニックに移籍。国内選手権・個人ロードレース優勝。ツール・ド・フランス第10、23ステージ勝利。ツール・ド・スイス区間3勝。パリ〜ブリュッセル優勝。
1985年、ロンド・ファン・フラーンデレン優勝。ヘント〜ウェヴェルヘム優勝。ツール・ド・フランス第13、19ステージ勝利。オランダ一周総合優勝。
1986年、E3プライス・フラーンデレン優勝。デ・パンネ3日間総合優勝。ツール・ド・フランスポイント賞獲得。
1987年、パリ〜ルーベ優勝。デ・パンネ3日間総合優勝。
1988年、デ・パンネ3日間総合優勝(3連覇)。
1989年、デ・パンネ3日間総合優勝(4連覇)。ツアー・オブ・アイルランド総合優勝。
1990年、ブックラーに移籍。
1992年、ブエルタ・ア・エスパーニャ第17ステージ勝利。
1993年、デ・パンネ3日間総合優勝。
1994年、ブレシャラートに移籍。
1996年、サンマルコグループを経てパルマンスに移籍。同年引退。